# Battaglia di Salsu
La battaglia di Salsu è stata un'importante battaglia combattuta nel 612, nel corso della seconda Guerra Goguryeo-Sui, tra il regno coreano di Goguryeo e la Dinastia Sui. La cavalleria coreana, sebbene fosse in numero inferiore, riuscì a sconfiggere l'esercito cinese.
Nel 612, l'imperatore Yang Guang, invase il regno coreano con un esercito composto da un milione di uomini. Tuttavia, nonostante l'imponente dispiegamento di forze cinesi il generale Eulji Mundeok, riuscì a difendere le fortezze opponendosi all'avanzata dell'esercito nemico per diversi mesi, per poi sconfiggere le truppe Sui in ritirata mediante un agguato lungo le rive del fiume Salsu. Quando l'esercito invasore batté in ritirata, il generale coreano diede l'ordine di abbattere una diga precedentemente costruita a monte del guado. L'ondata di piena travolse diverse migliaia di soldati e i sopravvissuti furono decimati dalla cavalleria Goguryeo. I pochi sopravvissuti furono costretti a ripiegare nella Penisola di Liaodong per evitare di essere uccisi. Con questa vittoria il regno di Goguryeo conquistò la vittoria sulla Dinastia Sui, la quale iniziò un periodo di decadenza conclusosi con la presa al potere da parte della Dinastia Tang.
Questa battaglia è stata una delle più sanguinose della storia: vi persero la vita ben 300 000 soldati.